# Liste der gemauerten Kirchen im Stil des ukrainischen Barock
In der Liste der gemauerten Kirchen im Stil des ukrainischen Barock sind alle bekannten gemauerten Kirchen im Stil des ukrainischen Barock aufgeführt, sowohl erhaltene als auch verlorengegangene. Zerstörte Bauwerke sind grau markiert.

## In der Ukraine
| Bild           | Name                                                                            | Lage                                           | Bauzeit                         | Anmerkungen |
| -------------- | ------------------------------------------------------------------------------- | ---------------------------------------------- | ------------------------------- | --- |
|                | Nikolauskirche, Kloster Swjatohirsk                                             | Oblast Donezk, Swjatohirsk                     | 1680er                          | 1851 teilweise umgebaut. |
| weitere Bilder | Basilius-der-Große-Kirche (Dreifaltigkeitskirche)                               | Kyjiw                                          | 1693–1707                       | Der obere Teil der altostslawischen Kirche wurde vollständig mit Mitteln von Wassyl L. Kotschubej umgebaut. Bis zu ihrer Zerstörung im Jahr 1935 bestand die Kirche aus drei Baukörpern und war von einer massiven Kuppel überragt. Der Seitenaltar und der Glockenturm wurden im 18. und 19. Jh. errichtet. Bei der Zerstörung der Kirche wurde auch der Ikonostase aus der zweiten Hälfte des 18. Jh. vernichtet. |
| weitere Bilder | Sophienkathedrale (Kiew)                                                        | Kyjiw                                          | Übergang 17./18. Jahrhundert    | Umgebaut von Iwan Masepa auf eigene Kosten. Die seitlichen Galerien der alten Kirche wurden aufgestockt und mit sechs neuen Kuppeln versehen. Barocke Frontons und Strebepfeiler kamen hinzu. Auch die Innenausstattung der Kirche wurde erneuert. Der Ikonostase stammt aus der Mitte des 18. Jh. und ist nur teilweise erhalten. Der freistehende Glockenturm wurde zwischen 1698 und 1748 errichtet; von seinen Glocken ist lediglich die Masepa-Glocke bis heute erhalten |
| weitere Bilder | Refektoriumskirche des Sophienklosters (Kleine Sophia)                          | Kyjiw                                          | 1722–1730                       | Zweigeschossige Refektoriumskirche mit einer Kuppel. Im 19. und frühen 20. Jh. stark umgebaut, in den 1950er-Jahren in ihren ursprünglichen Formen rekonstruiert. |
|                | Erzengel-Michael-Kathedrale des Michaelskloster                                 | Kyjiw                                          | Ende 17. Jh., 1715–1746         | Die ursprünglich einkuppelige Kirche wurde Ende des 17. Jahrhunderts zu einer fünfkuppligen und im 18. Jahrhundert zu einer siebenkuppligen Kirche umgebaut. Es wurden Frontons, Vorhallen, Seitenkapellen und Strebepfeiler hinzugefügt. Der dreigeschossige Glockenturm wurde in den Jahren 1716–1719 errichtet, die Innenausstattung der Kathedrale stammt aus der Mitte des 18. Jh., die Ikonostasen aus den Jahren 1718, 1732 und dem frühen 19. Jh. Kathedrale und Glockenturm wurden in den Jahren 1935–1937 vollständig zerstört und in neuerer Zeit in barocken Formen des 18. Jh. rekonstruiert. |
| weitere Bilder | Kirche Hl. Apostel Johannes der Theologe des Michaelskloster                    | Kyjiw                                          | 1713                            | Einkuppelige Kirche mit großem eingeschossigem Refektorium. In der Sowjetzeit befand sie sich in sehr verwahrlostem Zustand. |
| weitere Bilder | Georgskirche                                                                    | Kyjiw                                          | 1744–1752                       | Erbaut mit Mitteln von Elisabeth Petrowna. Ursprünglich war es eine kreuzförmige, neunteilige, einkuppelige Kirche. Ende des 19. Jh. wurde die Kirche vollständig im pseudobyzantinischen Stil umgebaut. Die Kirche wurde 1934 zusammen mit dem Ikonostase aus der zweiten Hälfte des 18. Jh. zerstört. |
| weitere Bilder | Mariä-Verkündigungskirche                                                       | Kyjiw, Podil                                   | Ende 17. Jh. – Anfang 18. Jh.   | Zweigeschossige, einkuppelige Refektoriumskirche. Umgebaut Ende des 17. Jh. – Anfang des 18. Jh. aus der Kirche der 1640er-Jahre. Der Umbau erfolgte mit Mitteln von Iwan Masepa. 1740 von Rafajil Saborowskyj eingeweiht. In der Sowjetzeit war die Kirche stark beschädigt, in neuerer Zeit wurde sie mit zahlreichen Abweichungen vom Original rekonstruiert. |
| weitere Bilder | Theophaniekathedrale des Kyiwer Bruderschaftsklosters                           | Kyjiw, Podil                                   | 1690–1693                       | Große, dreischiffige, fünfkuppelige Kirche. Erbaut vom Ossip Starzew mit Mitteln von Iwan Masepa. Dreigeschossiger klassizistischer Glockenturm – 18. Jh. – 19. Jh. Kathedrale und Glockenturm wurden 1935 zerstört. |
|                | Himmelfahrtskathedrale des Florus-Frauenkloster                                 | Kyjiw, Podil                                   | 1722–1732                       | Große dreischiffige, dreiteilige, dreiapsidiale Kirche. Klassizistischer Glockenturm aus 19. Jh. |
|                | Auferstehungskirche                                                             | Kyjiw, Podil                                   | Ende 17. Jh.                    | Kreuzförmige, fünfteilige, fünfkuppelige Kirche. Im 18. Jh. – 19. Jh. umgebaut, die seitlichen Kuppeln wurden zerstört, die Fassaden erhielten eine Verzierung im Stil des Elisabeth-Barocks. Der Glockenturm stammt aus dem frühen 19. Jh. Die Kirche wurde in der Sowjetzeit zerstört. |
|                | Boris-und-Gleb-Kirche                                                           | Kyjiw, Podil                                   | 1692                            | Gestiftet mit Mitteln des Obersts Hryhorij Korowka-Wolskyj. Dreiteilige Kirche mit einer massiven Kuppel. Wurde im Laufe des 18. und 19. Jahrhunderts umgebaut. 1936 zerstört. |
| weitere Bilder | Konstantin-und-Helena-Kirche                                                    | Kyjiw, Podil                                   | 1734                            | Erbaut auf Kosten des Bürgermeisters Hordij Mynthsewytsch. In den Jahren 1747–1757 fügte Iwan Hryhorowytsch-Barskyj ein Refektorium und einen Glockenturm hinzu. Die Kirche selbst wurde 1865 umfassend umgebaut. Ein Großteil des Gotteshauses wurde in der Sowjetzeit zerstört. |
| weitere Bilder | St. Nikolaus-des-Guten-Kirche                                                   | Kyjiw, Podil                                   | 1706–1716                       | Nicht erhalten. Neu errichtet in klassizistischen Formen bis zum Jahr 1810. Diese neue Kirche wurde 1935 zerstört. Bis heute erhalten geblieben ist ein kleiner Zeltdach-Glockenturm aus dem frühen 18. Jh., der heute der Pfarrei der Ukrainischen Griechisch-Katholischen Kirche dient. |
| weitere Bilder | Elias-Kirche                                                                    | Kyjiw, Podil                                   | 1692                            | Dreiteiliger, einkuppeliger Kirchenbau. Errichtet auf Kosten von Petro Hudyma. Die Fassaden wurden Ende des 19. Jh. stark entstellt. Der kleine Zeltdach-Glockenturm der Kirche entstand Anfang des 18. Jh. |
| weitere Bilder | Heilige-Katharina-Kirche des griechischen Klosters                              | Kyjiw, Podil                                   | 1738–1741                       | In der Sowjetzeit zerstört, heute nicht mehr existent. Der klassizistische Glockenturm der Kirche, zu Beginn des 19. Jh. erbaut, wurde im Jahr 1995 rekonstruiert. |
| weitere Bilder | St. Nikolaus-Kirche                                                             | Kyjiw, Podil                                   | 1772–1775                       | Architekt: Iwan Hryhorowytsch-Barskyj |
| weitere Bilder | Nikolai-Prytyska-Kirche                                                         | Kyjiw, Podil                                   | 1695–1707                       | Umgebaut aus einer kreuzförmigen Kirche der 1640er Jahre zu einer neunteiligen, einkuppeligen Kirche. Der Glockenturm stammt aus dem 19. Jh. |
| weitere Bilder | Pokrowska-Kirche                                                                | Kyjiw, Petschersk                              | 1766–1772                       | Kleine dreiteilige, dreikuppelige Kirche mit niedrigem Glockenturm und spätem Refektorium. Errichtet von Iwan Hryhorowytsch-Barskyj. |
| weitere Bilder | Peter-und-Paul-Kirche                                                           | Kyjiw, Petschersk                              | 1745–1750                       | Umgebaut aus einer spätgotischen Dominikanerkirche aus den 1600er Jahren. Der zweigeschossige Glockenturm wurde von Iwan Hryhorowytsch-Barskyj errichtet. Kirche und Glockenturm wurden 1935 zerstört. |
| weitere Bilder | Erlöserkirche in Berestowe                                                      | Kyjiw, Petschersk                              | 1647                            | Die alte dreischiffige Kirche wurde in den Jahren 1640–1647 von Petro Mohyla zu einer kreuzförmigen Kirche mit drei Apsiden umgebaut. Ende des 17. Jh. wurde die Kirche im Stil des ukrainischen Barock ausgestaltet. Der Glockenturm stammt aus dem frühen 19. Jh. |
| weitere Bilder | Theodosios-von-den-Höhlen-Kirche                                                | Kyjiw, Petschersk                              | 1698–1700                       | Große dreiteilige, dreikuppelige Kirche. |
| weitere Bilder | Auferstehungskirche                                                             | Kyjiw, Petschersk                              | 1696–1698                       | Kleine einkuppelige Kirche, errichtet von Oberst Kostjantyn Mokijewskyj. Der Glockenturm stammt aus den Jahren 1860–1863. |
| weitere Bilder | Mariä-Entschlafens-Kathedrale (Kiew)                                            | Kyjiw, Petschersk                              | 1669–1677, 1722–1729, 1767–1769 | Die alte Kathedrale wurde stark umgebaut: Nebenkapellen und Vorhallen wurden hinzugefügt, sechs neue seitliche Kuppeln errichtet sowie das Innen- und Außendekor vollständig erneuert. Elemente des elisabethinischen Barocks sind erkennbar. Die Kathedrale wurde 1941 nahezu vollständig zerstört; heute ist sie in der Gestalt wiederhergestellt, die sie im 18. Jh. erhalten hatte. |
| weitere Bilder | Dreifaltigkeitskirche im Torbogen                                               | Kyjiw, Petschersk                              | 1720er                          | Die altrussische Kirche wurde äußerlich umgestaltet. In den 1730er Jahren wurden Wandmalereien und eind prächtige Ikonostase hinzugefügt. |
| weitere Bilder | Allerheiligen-Kirche über dem Wirtschaftstor des Kiewer Höhlenklosters          | Kyjiw, Petschersk                              | 1690er                          | Die über dem Tor befindliche fünfteilige, fünfkuppelige Kirche mit einer inneren Galerie. Erbaut wurde sie vom russischen Meister Dmytro Aksamytow auf Kosten von Iwan Masepa. Der Ikonostas stammt aus den 1740er Jahren. |
|                | Peter-und-Paul-Refektoriumskirche des Kiewer Höhlenklosters                     | Kyjiw, Petschersk                              | 1684–1694                       | Zweigeschossige, einkuppelige Refektoriumskirche. Verloren. In den Jahren 1893–1895 wurde das heutige Kirchengebäude im eklektischen Stil erbaut. |
| weitere Bilder | Kreuzerhöhungskirche des Kiewer Höhlenkloster                                   | Kyjiw, Petschersk                              | 1697–1700                       | Dreiteilige, dreikuppelige Kirche. Erbaut wurde sie von Oberst Pawlo Herzyk anstelle einer kleinen gemauerten Kapelle aus der Zeit von Petro Mohyla. Der Ikonostas stammt aus dem Jahr 1769, die Wandmalereien aus dem späten 19. Jh. |
| weitere Bilder | Mariä-Geburt-Kirche des Kiewer Höhlenklosters                                   | Kyjiw, Petschersk                              | 1696                            | Ursprünglich war es eine dreiteilige, dreikuppelige Kirche, errichtet auf Kosten von Oberst Kostjantyn Mokijewskyj. Im Jahr 1767 wurden vier einkuppelige Nebenkapellen hinzugefügt. |
| weitere Bilder | Anna-Empfängnis-Kirche des Kiewer Höhlenklosters                                | Kyjiw, Petschersk                              | 1679                            | Kleine einkuppelige Refektoriumskirche. Stark entstellt durch spätere Umbauten. |
| weitere Bilder | Nikolauskirche des Kiewer Höhlenklosters                                        | Kyjiw, Petschersk                              | Ende des 17. Jh.                | Kleine einkuppelige Kirche beim Krankenhausgebäude. Anbauten aus dem 18.–19. Jh. Während des Zweiten Weltkriegs wurde die Kirche stark beschädigt. |
| weitere Bilder | St. Nikolaus (Militärkathedrale) des Nikolausklosters                           | Kyjiw, Petschersk                              | 1690–1696                       | Erbaut von Ossip Starzew mit Mitteln von Iwan Masepa. Große dreischiffige Kirche mit fünf niedrigen Kuppeln. Separat stehender massiver dreigeschossiger Glockenturm im Stil des elisabethanischen Barocks aus den 1750er Jahren. Die Kathedrale und der Glockenturm wurden 1934 zerstört, dabei ging die einzigartige siebenstöckige Ikonostase von 1696 verloren. |
|                | Refektoriumkirche des Nikolausklosters                                          | Kyjiw, Petschersk                              | 1690–1693                       | Erbaut von Ossip Starzew mit Mitteln von Iwan Masepa. Einkuppelige Kirche mit einstöckigem Refektorium. Die Kuppel der Kirche wurde bereits im 19. Jh. zerstört. Die Kirche wurde 1934 aufgehoben und 1962 endgültig abgerissen. |
|                | Kleine Nikolaus-Kathedrale des Nikolausklosters                                 | Kyjiw, Petschersk                              | 1715                            | Erbaut von Dmytro Holizyn. Dreiteilige, einkuppelige Kirche, im 19. Jh. wurden Nebenkapellen und ein Glockenturm hinzugefügt. 1935 zerstört. |
| weitere Bilder | Michaelskathedrale des Wydubytschi Klosters                                     | Kyjiw, Wydubytschi                             | 1766–1769                       | Den Wiederaufbau der kyjiwerussischen Kirche, die durch einen Erdrutsch zerstört worden war, führte der Architekt M. Jurasow durch. |
| weitere Bilder | Georgskathedrale des Wydubytschi Klosters                                       | Kyjiw, Wydubytschi                             | 1696–1701                       | Neunteilige, fünfkuppelige Kirche, erbaut auf Kosten von Oberst Mychajlo Myklaschewskyj. Der fünfstöckige Ikonostas von 1701 wurde in den 1930er Jahren zerstört. Der über dem Tor befindliche Glockenturm der Kathedrale wurde 1727–1733 errichtet und im 19. Jh. umgebaut. |
| weitere Bilder | Verklärungskirche des Wydubytschi Klosters                                      | Kyjiw, Wydubytschi                             | 1696–1701                       | Einkuppelige Refektoriumskirche, erbaut von Oberst Mychajlo Myklaschewskyj. |
| weitere Bilder | Kirche des heiligen Kyrill                                                      | Kyjiw, Dorohoschytschi                         | 1734, 1748–1760                 | Die alte Kirche wurde unter Mitwirkung der bedeutenden Architekten Stepan Kownir und Iwan Hryhorowytsch-Barskyj umgebaut. Die altrussische einkuppelige Kirche wurde zu einer fünfkuppigen umgestaltet, wobei die ursprünglichen Gewölbe ersetzt wurden. |
| weitere Bilder | Dreifaltigkeitskirche des Männerslosters der Heiligen Dreifaltigkeit in Kytajiw | Kyjiw, Kytajiw                                 | 1755–1767                       | Große neunteilige, fünfkuppelige Kirche, die im 19. Jh. teilweise umgebaut wurde. Der mehrstöckige klassizistische Glockenturm wurde in der sowjetischen Zeit zerstört. |
| weitere Bilder | Mariä-Schutz-Kirche (Sulymiwka)                                                 | Oblast Kyjiw, Sulymiwka (Boryspil)             | 1622–1629                       | Wahrscheinlich die älteste aller Kirchen im traditionellen Kompositionsstil des kosakischen Barocks. Dreiteilige einkuppelige Kirche mit späterem Glockenturm. Erbaut von Hetman Iwan Sulyma. |
|                | Erzengel-Michaels-Kirche (Perejaslaw) weitere Bilder                            | Oblast Kyjiw, Perejaslaw                       | 1660er                          | Kleine Saalkirche mit Glockenturm, hat spätere Anbauten. |
| weitere Bilder | Auferstehungs-Kathedrale des Auferstehungs-Klosters                             | Oblast Kyjiw, Perejaslaw                       | 1695–1700                       | Große kreuzförmige, neunteilige, einkuppelige Kirche, erbaut auf Kosten von Iwan Masepa. Separat stehender dreigeschossiger Glockenturm – aus der zweiten Hälfte des 18. Jahrhunderts. |
|                | Mariä-Schutz-Kirche (Perejaslaw)                                                | Oblast Kyjiw, Perejaslaw                       | 1704–1709                       | Siebenteilige, dreikuppelige Kirche. Erbaut auf Kosten des Obersts Iwan Myrowytsch. Zerstört in der sowjetischen Zeit. |
|                | Mariä-Himmelfahrt-Kirche (Baryschiwka)                                          | Oblast Kyjiw, Baryschiwka                      | erste Hälfte des 18. Jh.        | Dreiteilige einkuppelige Kirche mit späteren Anbauten. Die Kirche hatte eine separat stehende kleine Zeltglockenturm. Kirche und Glockenturm wurden in den 1930er Jahren zerstört. |
|                | Verklärungskathedrale des Klosters Meschyhirja                                  | Oblast Kyjiw, Nowi Petriwzi                    | 1676–1690                       | Erbaut von Ioakim Sawelow. Ursprünglich war es eine Saalkirche mit sechs Säulen und fünf Kuppeln, umgeben von einer niedrigen einstöckigen Vorhalle. In den 1810er Jahren wurde sie im klassizistischen Stil umgebaut. 1936 zerstört. |
|                | Peter-und-Paul-Kirche des Klosters Meschyhirja                                  | Oblast Kyjiw, Nowi Petriwzi                    | 1772–1774                       | Zweistöckige, einkuppelige Refektoriumskirche mit dreigeschossigem Glockenturm über dem westlichen Teil, erbaut von Iwan Hryhorowytsch-Barskyj auf Kosten von Petro Kalnyschewskyj. Vereinte Merkmale des ukrainischen und elisabethanischen Barocks. Zerstört 1936. |
| weitere Bilder | Kathedrale der Heiligen Antonios und Theodosios von Petschersk                  | Oblast Kyjiw, Wassylkiw                        | 1755–1758                       | Große Saalkirche, dreischiffig, fünfkuppelig, mit Elementen des elisabethanischen Barocks. Erbaut von dem Architekten Stepan Kownir. |
| weitere Bilder | Nikolaus-Kirche (Bila Zerkwa)                                                   | Oblast Kyjiw, Bila Zerkwa                      | 1706–1711                       | Ein Teil der Kirche wurde zerstört. Laut Plan war es eine große dreiteilige Kirche. Auf einem Teil des Fundaments wurde die neoklassizistische Kathedrale der Verklärung des Herrn erbaut. |
| weitere Bilder | Verklärungskirche                                                               | Oblast Poltawa, Welyki Sorotschynzi            | 1728–1734                       | Kreuzförmiger, neunteiliger, fünfkuppeliger (bis zum 19. Jh. neunkuppeliger) Kirchenbau, errichtet von Stepan Kownir auf Kosten des Hetmans Danylo Apostol. Fünfgeschossiger Ikonostas aus den 1730er Jahren. Begräbnisstätte der Familie des Hetmans. |
| weitere Bilder | Verklärungskathedrale des Verklärungsklosters von Mhar                          | Oblast Poltawa, Mhar                           | bis 1692                        | Erbaut mit Mitteln des Hetmans Iwan Samojlowytsch und Iwan Masepa. Große, dreischiffige Hallenkirche, ursprünglich mit sieben Kuppeln, seit dem 18. Jh. mit fünf Kuppeln. Separat stehender mehrstöckiger Glockenturm, 1785 geweiht. Leider wurde der monumentale barocke Ikonostas (1762–1765) in der Sowjetzeit zerstört. |
| weitere Bilder | Kreuzerhöhungskathedrale des Kreuzerhöhungs-Klosters                            | Oblast Poltawa, Poltawa                        | 1689–1709                       | Große, dreischiffige, siebenkuppeliger Hallenkirche, erbaut von der Familie Kotschubej. Beschädigt während des Krieges. Der gestufte Glockenturm der Kathedrale wurde 1786 geweiht. Ausstattung und viergeschossiger Ikonostas von 1772 in der Sowjetzeit verloren. |
| weitere Bilder | Dreifaltigkeitskirche des Kreuzerhöhungs-Klosters                               | Oblast Poltawa, Poltawa                        | 1750                            | Einkuppelige Refektoriumskirche. Wurde umgebaut, die ursprüngliche Form ist heute rekonstruiert. |
| weitere Bilder | Mariä-Entschlafens-Kathedrale                                                   | Oblast Poltawa, Poltawa                        | 1749–1770                       | Dreischiffige Hallenkirche mit fünf Kuppeln. Anbauten aus dem 19. Jh. Der separat von der Kirche errichtete Glockenturm im klassizistischen Stil entstand 1776–1801. Die Kathedrale wurde 1938 zerstört (nur der Glockenturm blieb erhalten); heute ist sie mit gewissen Abweichungen rekonstruiert. |
| weitere Bilder | Mariä-Entschlafens-Kirche                                                       | Oblast Poltawa, Ljutenka                       | 1686                            | Kreuzförmige, neunteilige, fünfkuppeliger Bau, errichtet auf Kosten des Obersts Mychajlo Borochowytsch. Die fünfgeschossige Ikonostase wurde bereits in den 1930er Jahren zerstört. Die Kirche selbst stürzte 1973 ein, später wurden ihre Ruinen abgetragen. |
| weitere Bilder | Nikolaus-Wundertäter-Kirche                                                     | Oblast Sumy, Hluchiw                           | 1693–1695                       | Zweiteiliger, zweikuppeliger Kirchenbau mit Naryschkin-Dekor. Errichtet vom Baumeister Matwej Jefimow auf Kosten des Obersts Wassyl Jalozkyj. Vorhalle und Glockenturm stammen aus dem 19. Jh. Die fünfgeschossige Ikonostase aus der Mitte des 18. Jh. wurde in der Sowjetzeit zerstört. |
|                | Erzengel-Michael-Kirche                                                         | Oblast Sumy, Hluchiw                           | 1692                            | Erbaut vom Meister Matwej Jefimow. Nach einem Brand 1784 abgerissen. |
|                | Dreifaltigkeitskathedrale                                                       | Oblast Sumy, Hluchiw                           | 1720–1805                       | Gestiftet von Iwan Skoropadskyj, weitergebaut durch Andrei Kwassow u. a. aus zahlreichen, auch kaiserlichen Spenden. Große, kreuzförmige, basilikale Dreikuppelkirche mit Elementen des Spätbarock und Klassizismus. Die Kathedrale wurde 1962 zerstört (der mehrgeschossige klassizistische Glockenturm bereits 1929). |
|                | Anastasiakirche (Hetmanskirche)                                                 | Oblast Sumy, Hluchiw                           | 1717                            | Kleiner, kuppelloser Hallenbau, errichtet mit Mitteln von Iwan Skoropadskyj. Wurde umgebaut und 1896 zerstört. |
|                | Peter-und-Paul-Kathedrale des Hluchiw-Peter-und-Paul-Klosters                   | Oblast Sumy, Budyschtscha                      | 1695–1697                       | Dreiteiliger, dreikuppeliger Kirchenbau, Dekor im Stil des Naryschkin-Barocks. Errichtet vom russischen Architekten Matwej Jefimow im Auftrag von Dmytro Tuptalo. 1930 zerstört. |
|                | Erzengel-Michael-Kirche des Hluchiw-Peter-und-Paul-Klosters                     | Oblast Sumy, Budyschtscha (Schostka)           | 1712                            | Dreiteiliger Dreikuppelbau über dem Klostertor. Ende des 18. Jh. wurde die Kuppel über dem Narthex abgebaut und durch einen massiven Glockenturm ersetzt. Nach dem Zweiten Weltkrieg schrittweiser Abbau als Baumaterial; heute nur klägliche Überreste. |
| weitere Bilder | Mariä-Schutz-Kathedrale (Ochtyrka)                                              | Oblast Sumy, Ochtyrka                          | 1753–1762                       | Große, dreiteilige, dreikuppelige Kirche, eine Mischung aus Elementen des ukrainischen und elisabethanischen Barocks. Architekten: D. Uchtomskyj und S. Dudynskyj. Glockenturm aus den 1770er Jahren. |
|                | Mariä-Entschlafens-Kathedrale                                                   | Oblast Sumy, Ochtyrka                          | 1728–1738                       | Vierpfeilerkirche mit einer massiven Kuppel. Glockenturm aus dem 19. Jh. In der Sowjetzeit zerstört. |
|                | Dreifaltigkeitskathedrale des Dreifaltigkeitsklosters Okhtyrka                  | Oblast Sumy, Tschernetschtschyna               | 1724–1727                       | Errichtet mit Mitteln von T. Nadarschynskyj. Dreiteiliger, dreikuppeliger Bau mit gestuften Kuppeln im russisch-ukrainischen Stil. Anbauten von 1842, gestufter Glockenturm aus dem 18.–19. Jh. Nach Krieg als Baumaterial abgetragen (außer dem Glockenturm). |
|                | Auferstehungskirche                                                             | Oblast Sumy, Sumy                              | 1702                            | Zweigeschossiger, dreiteiliger, dreikuppeliger Bau. Dekor im Stil des Naryschkin-Barocks. Der ursprüngliche Zeltdach-Glockenturm ist nicht erhalten. Der heutige, separat stehende Glockenturm wurde Anfang des 20. Jh. im Stil der Kirche errichtet. |
|                | Mariä-Schutz-Kirche                                                             | Oblast Sumy, Sumy                              | 1783–1790                       | Siebenteiliger, dreikuppeliger Bau mit barocken und klassizistischen Elementen. Gestufter Glockenturm im Stil des Klassizismus, 1821 geweiht. Kirche und Glockenturm in der Sowjetzeit zerstört. |
|                | Mariä-Geburt-Kathedrale des Klosters Hamalijiwka                                | Oblast Sumy, Hamalijiwka (Sumy)                | 1710er–1735                     | Kreuzförmiger, neunteiliger, fünfkuppeliger Bau, errichtet mit Mitteln von I. Skoropadskyj. Glockenturm aus dem 18.–19. Jh. in den 1960er Jahren zerstört. |
|                | Harlampij-Kirche des Klosters von Hamalijiwka                                   | Oblast Sumy, Hamalijiwka                       | 1714                            | Kleine Speisesaalkirche. In der Sowjetzeit entstellt, bis heute nicht wiederhergestellt. Einst Familiengruft der Skoropadskyjs. |
|                | Mariä-Geburt-Kathedrale                                                         | Oblast Sumy, Konotop                           | 1732–1739                       | Dreiteiliger Bau mit einer massiven Kuppel. Errichtet mit Mitteln von Hordij Nischynskyj und Iwan Wakulenko. 1886 im pseudobyzantinischen Stil umgebaut. In den 1930er Jahren zerstört. |
|                | Geburtskathedrale der Gottesmutter                                              | Oblast Sumy, Krolewez                          | 1742–1749                       | Erbaut auf Kosten des Krolewez-Hauptmanns Hryhorij Ohijewskyj und Priesters Makowskyj. Dreiteiliger, dreikuppeliger Bau, Glockenturm 1829–1830, Anbauten im 19. Jh. In der Sowjetzeit zerstört. |
|                | Mariä-Entschlafens-Kathedrale                                                   | Oblast Sumy, Lebedyn                           | 1770–1797                       | Zweigeschossige Kirche mit klassizistischen Elementen. Unterkirche — vierpfeilrige Basilika, Oberkirche — dreiteiliger, dreikuppeliger Bau. Klassizistischer Glockenturm — 19. Jh. Kathedrale und Glockenturm wurden 1939 zerstört. |
| weitere Bilder | Verklärungskirche                                                               | Oblast Sumy, Woroschba                         | 1752–1770                       | Dreiteiliger, dreikuppeliger Bau im Mischstil des ukrainischen und elisabethanischen Barocks. |
| weitere Bilder | Mariä-Entschlafens-Kirche (Meschyritsch)                                        | Oblast Sumy, Meschyritsch (Sumy)               | 1759–1772                       | Kreuzförmiger, einkuppeliger Bau mit Vorhalle. In der Sowjetzeit teilweise beschädigt; fünfgeschossige Ikonostase der 1770er Jahre verloren. |
| weitere Bilder | Heilig-Geist-Kathedrale                                                         | Oblast Sumy, Romny                             | 1742–1746                       | Dreiteiliger, dreikuppeliger Bau. |
| weitere Bilder | Erzengel-Michael-Kirche                                                         | Oblast Sumy, Woronisch                         | 1776–1781                       | Kreuzförmiger, einkuppeliger Bau mit gestuftem Glockenturm. |
| weitere Bilder | Kathedrale des Maria-Schutz-Klosters                                            | Oblast Charkiw, Charkiw                        | 1689                            | Zweigeschossige dreiteilige Dreikuppel-Hauptkirche mit Vorhalle und Zeltdach-Glockenturm. |
|                | Nikolaus-der-Wundertäter-Kirche                                                 | Oblast Charkiw, Charkiw                        | 1764–1770                       | Dreiteilige Dreikuppelkirche. Zerstört 1886. |
|                | Dreifaltigkeitskirche                                                           | Oblast Charkiw, Charkiw                        | 1758–1764                       | Ursprünglich eine kleine dreiteilige zweikuppelige Kirche mit westlich gelegener Glockenturm. Dekor im Naryschkin-Stil. Die Kirche wurde durch eine barbarische „Restaurierung“ in den 1850er Jahren im geschmacklosen Thon-Stil faktisch zerstört. |
|                | Christgeburtskirche                                                             | Oblast Charkiw, Charkiw                        | 1783                            | Fünfkuppelige fünfteilige Kirche mit Elementen des provinziellen Barocks. Anbauten aus dem 19. Jahrhundert. Zerstört in sowjetischer Zeit. |
|                | Pokrowska-Kirche                                                                | Oblast Charkiw, Wilschany                      | 1769                            | Dreiteilige Kirche mit einer zweistufigen massiven Kuppel im russisch-ukrainischen Stil. Zerstört in sowjetischer Zeit. |
| weitere Bilder | Christi-Verklärungs-Kathedrale                                                  | Oblast Charkiw, Isjum                          | 1681                            | Fünfteilige fünfkuppelige Kirche. Durch Umbau 1902–1903 entstellt, in den 1950er Jahren rekonstruiert. Der Ikonostas von 1765 ging in sowjetischer Zeit verloren. |
|                | Georgs-Kirche des Kurjaskyj-Klosters                                            | Oblast Charkiw, Podwirky (Charkiw)             | Ende des 17. Jh. – 1709         | Zweigeschossiger einkuppeliger Refektoriumskirche. Zerstört in sowjetischer Zeit. |
|                | Verklärungskathedrale des Kurjaskyj-Klosters                                    | Oblast Charkiw, Podwirky (Charkiw)             | 1762                            | Fünfkuppelige (ab dem 19. Jh. dreikuppelige) Kirche. In sowjetischer Zeit entstellt, bis heute nicht wiederaufgebaut. Glockenturm aus dem 18. Jh. zerstört. |
|                | Onuphrius-Kirche des Kurjaskyj-Klosters                                         | Oblast Charkiw, Podwirky (Charkiw)             | 1750–1753                       | Kreuzförmiger Refektoriumkirche. Zerstört in sowjetischer Zeit. |
|                | Himmelfahrtskathedrale des Choroschewe Klosters                                 | Oblast Charkiw, Choroschewe                    | 1754–1759                       | Dreiteilige dreikuppelige Kirche mit gestaffelten Kuppeln. In den Jahren 1835–1837 durch zusätzliche Anbauten in eine fünfteilige fünfkuppelige Kirche umgewandelt. Dekor im Stil des Moskauer Barocks. Zerstört in sowjetischer Zeit. |
| weitere Bilder | Verklärungskirche des Krasnohirsk-Klosters                                      | Oblast Tscherkasy, nahe der Stadt Solotonoscha | 1767–1771                       | Dreiteiliger, dreikuppeliger Kirchenbau, errichtet von Iwan Hryhorowytsch-Barskyj. Dekor im Stil des Elisabeth-Barock. In den 1930er-Jahren und im Krieg teilweise zerstört. In den 1960er-Jahren rekonstruiert. |
| weitere Bilder | Ilijas-Kirche (Subotiw)                                                         | Oblast Tscherkassy, Subotiw                    | ca. 1653                        | Kleine Saalkirche mit Merkmalen der barocken Architektur und des sarmatischen Stils. Errichtet von Bohdan Chmelnyzkyj. Glockenturm aus dem 19. Jahrhundert. |
| weitere Bilder | Georgskirche des Georgsklosters                                                 | Oblast Tschernihiw, Daniwka                    | 1741–1754                       | Dreiteiliger, dreikuppeliger, dreiapsidaler Bau. |
| weitere Bilder | Nikolauskirche (Koselez)                                                        | Oblast Tschernihiw, Koselez                    | 1784                            | Kreuzförmiger, einkuppeliger, dreiapsidaler Bau. Errichtet von Kyrylo Tarach-Tarlowskyj. |
| weitere Bilder | Mariä-Geburt-Kathedrale (Koselez)                                               | Oblast Tschernihiw, Koselez                    | 1752–1763                       | Errichtet von Andrei Kwassow und Iwan Hryhorowytsch-Barskyj, finanziert von Gräfin Natalija Rosumowska. Große fünfkuppelige Kirche im elisabethinischen Barock, vierstöckiger Glockenturm gleichzeitig errichtet. Ausstattung, Ikonostas aus den 1760er Jahren. |
| weitere Bilder | Mariä-Himmelfahrt-Kathedrale                                                    | Oblast Tschernihiw, Nowhorod-Siwerskyj         | Ende 17.–Anfang 18. Jh.         | Fünfkuppeliger, neunteiliger Bau, klassizistischer Glockenturm aus dem 19. Jh. |
| weitere Bilder | Peter-und-Paul-Kirche des Erlöser-Verklärungs-Klosters                          | Oblast Tschernihiw, Nowhorod-Siwerskyj         | Mitte 17. Jh.                   | Kreuzförmiger, einkuppeliger Trapezbau. |
|                | Erlöser-Verklärungs-Kathedrale des Erlöser-Verklärungs-Klosters                 | Oblast Tschernihiw, Nowhorod-Siwerskyj         | Bis 1678                        | Altrussischer Bau, umgebaut, heute nicht erhalten. Der heutige klassizistische Bau wurde 1791–1806 von Giacomo Quarenghi errichtet. |
|                | Auferstehungskirche                                                             | Oblast Tschernihiw, Nowhorod-Siwerskyj         | 1707                            | Ursprünglich ein einkuppeliger, dreiteiliger Saalbau. Umgebaut, in den 1930er Jahren zerstört. |
|                | Kreuzerhöhungskirche                                                            | Oblast Tschernihiw, Nowhorod-Siwerskyj         | 1715                            | Dreiteiliger, einkuppeliger Bau mit Elementen des Petrinischen Barock. Umgebaut, in den 1930er Jahren zerstört. |
| weitere Bilder | Theophaniekirche (Nischyn)                                                      | Oblast Tschernihiw, Nischyn                    | 1721                            | Umgebaut, in sowjetischer Zeit stark entstellt. |
| weitere Bilder | Michaelkirche (Nischyn)                                                         | Oblast Tschernihiw, Nischyn                    | 1719–1729                       | Kleiner dreiteiliger, einkuppeliger Bau. |
| weitere Bilder | Mariä-Tempelgang-Kirche des Mariä-Tempelgang-Klosters                           | Oblast Tschernihiw, Nischyn                    | 1775–1778                       | Glockenturm aus dem 19. Jh. |
| weitere Bilder | Erlöser-Verklärungskirche (Nischyn)                                             | Oblast Tschernihiw, Nischyn                    | 1757                            | Kreuzförmiger, dreikuppeliger Bau, schwer beschädigt im Krieg und danach, wird wiederaufgebaut. |
| weitere Bilder | Auferstehungskathedrale des Mariä-Verkündigungsklosters                         | Oblast Tschernihiw, Nischyn                    | 1702–1716                       | Großer fünfkuppeliger Bau unter russischem Einfluss, errichtet von G. Ustinow. Fassaden zu Beginn des 19. Jh. im klassizistischen Stil umgestaltet. |
| weitere Bilder | Nikolauskathedrale (Nischyn)                                                    | Oblast Tschernihiw, Nischyn                    | 1655–1658                       | Großer kreuzförmiger, neunteiliger, fünfkuppeliger Bau. In späterer Zeit stark entstellt. Außendekor größtenteils hypothetisch rekonstruiert. Prunkvoller fünfstöckiger Ikonostas der 1730er Jahre in sowjetischer Zeit zerstört. |
| weitere Bilder | Erlöser-Verklärungs-Kathedrale                                                  | Oblast Tschernihiw, Pryluky                    | 1705–1720                       | Fünfkuppeliger, neunteiliger Bau. Errichtet auf Kosten von Oberst Hnat Galagan. |
| weitere Bilder | Nikolauskirche                                                                  | Oblast Tschernihiw, Pryluky                    | 1705–1720                       | Saalbau mit verlängerter Altarapsis und Glockenturm über dem Hauptvolumen. Errichtet auf Kosten von Hnat Halahan. |
| weitere Bilder | Dreifaltigkeitskathedrale des Klosters der Heiligen Dreifaltigkeit Hustynja     | Oblast Tschernihiw, Hustynja                   | 1674–1675                       | Fünfkuppeliger, kreuzförmiger neunteiliger Kirchenbau, errichtet auf Kosten von Hetman Iwan Samojlowytsch. Der vierstufige Ikonostas aus dem frühen 18. Jh. wurde in der Sowjetzeit zerstört. |
| weitere Bilder | Mariä-Entschlafens-Kirche des Klosters der Heiligen Dreifaltigkeit Hustynja     | Oblast Tschernihiw, Hustynja                   | Anfang 18. Jh.                  | Einschiffige, kreuzförmige Refektoriumkirche mit einer Kuppel, erbaut durch Iwan Masepa. |
| weitere Bilder | Nikolaus-Wundertäter-Kirche des Klosters der Heiligen Dreifaltigkeit Hustynja   | Oblast Tschernihiw, Hustynja                   | 1670er                          | Torhauskirche, im 19. Jh. vollständig umgebaut, nur die unteren Bauteile sind erhalten geblieben. |
| weitere Bilder | Peter-und-Paul-Kirche des Klosters der Heiligen Dreifaltigkeit Hustynja         | Oblast Tschernihiw, Hustynja                   | Anfang 18. Jh.                  | Torhauskirche, neunteilig, kreuzförmig mit fünf Kuppeln. |
| weitere Bilder | Auferstehungskirche                                                             | Oblast Tschernihiw, Sedniw                     | 1690–1696                       | Kreuzförmiger neunteiliger Bau mit massiver zentraler Kuppel. Errichtet von Oberst Jakym Lyzohub. Glockenturm aus dem 19. Jh. |
|                | Boris-und-Gleb-Kirche                                                           | Oblast Tschernihiw, Tschernihiw                | 1700–1702 (Umbau)               | Alterussische Kirche, umgebaut auf Kosten Iwan Masepas. In den 1960er Jahren rekonstruiert, dabei wurde der barocke Glockenturm aus dem 17. Jh. zerstört. |
| weitere Bilder | Katharinenkirche                                                                | Oblast Tschernihiw, Tschernihiw                | 1696–1715                       | Kreuzförmige neunteilige Kirche mit fünf Kuppeln. Erbaut durch die Brüder Lysohub. Ikonostas in der Sowjetzeit zerstört. |
| weitere Bilder | Tschernihiw-Kolleg mit der Allerheiligenkirche (Johannes der Theologe)          | Oblast Tschernihiw, Tschernihiw                | Ende 17. Jh. / 1700–1702        | Zweigeschossiges Gebäude, Obergeschoss als Hauskirche mit turmartigem Glockenturm. Errichtet von Iwan Masepa. Dekoration im Stil des Naryschkin-Barock, einige Anbauten vorhanden. |
|                | Paraskeva-Pyatnitsa-Kirche                                                      | Oblast Tschernihiw, Tschernihiw                | Ende 17. Jh.                    | Umbau einer alten rusischen Kirche. Im Zweiten Weltkrieg zerstört, später von Pjotr Baranowski rekonstruiert (hypothetische Form des 13. Jh.). |
| weitere Bilder | Elias-Kirche des Dreifaltigkeits-Elias-Klosters                                 | Oblast Tschernihiw, Tschernihiw                | Übergang 17.–18. Jh.            | Die altrussische, säulenlose, einkuppelige Kirche wurde außen umgebaut, über dem Narthex und der Apsis wurden Kuppeln hinzugefügt. Später wurde ein kleiner zweigeschossiger Glockenturm errichtet. Der Ikonostas der Kirche stammt aus den 1770er Jahren. |
| weitere Bilder | Mariä-Tempelgang-Kirche des Dreifaltigkeits-Elias-Klosters                      | Oblast Tschernihiw, Tschernihiw                | 1677–1679, Ende 17. Jh.         | Einschiffige, zweikuppelige Kirche mit rechteckigem Altarraum. Der äußere Dekor im Moskauer Barockstil. Einzigartiger fünftüriger Ikonostas aus dem frühen 18. Jh., gespendet von Iwan Masepa. |
| weitere Bilder | Dreifaltigkeitskathedrale des Dreifaltigkeits-Elias-Klosters                    | Oblast Tschernihiw, Tschernihiw                | 1679–1696                       | Errichtet unter Lasar (Baranowytsch), ab 1688 hauptsächlich mit Mitteln Iwan Masepas, entworfen von Jan Zaor und später von einer russischen Baukolonne unter Startsew. Ursprünglich eine große dreischiffige siebenkuppelige Kirche, deren vier seitliche Kuppeln bei späteren Umbauten entfernt wurden. In den 1980er Jahren restauriert. |
| weitere Bilder | Mariä-Entschlafens-Kathedrale des Jelezkyj-Klosters                             | Oblast Tschernihiw, Tschernihiw                | 1670–1680er                     | Alter Kirchenbau, umgebaut unter Archimandrit Feodossij Uhlyzkyj und Joanykij Galjatowskyj mit Spenden der ukrainischen Adligen und russischen Aristokraten (Lysohub, Fürsten Barjatynskyj und andere). Drei Kuppeln über dem Narthex hinzugefügt, von denen zwei erhalten sind. Im Jahr 1689 Anbauten an die Kirche. Glockenturm im 17. Jh. gebaut. |
|                | Peter-und-Paul-Kirche des Jelezkyj-Klosters                                     | Oblast Tschernihiw, Tschernihiw                | 1680er                          | Refektoriumskirche, umgebaut Ende des 18. Jh. und verlor dabei ihr ursprüngliches Aussehen. |
|                | Nikolaus-Wundertäter-Kathedrale des Krupytsko-Baturyn-Klosters                  | Oblast Tschernihiw, Werbiwka                   | Ca. 1680                        | Kreuzförmiger, neunteiliger fünfbauiger Bau, errichtet auf Kosten von Iwan Domontowytsch. Zerstört in den 1930er Jahren, zusammen mit dem prächtigen fünftürigen Ikonostas aus dem frühen 18. Jh. |
|                | Verkündigungskirche                                                             | Oblast Tschernihiw, Beresna                    | 1778                            | Kreuzförmige neunteilige, einkuppelige Kirche. In den sowjetischen Jahren zerstört. |
|                | Dreifaltigkeitskathedrale                                                       | Oblast Tschernihiw, Borsna                     | Vor 1693, 1789                  | Fünfteiliger Bau mit einer massiven Kuppel. Zerstört 1967. |
|                | Dreifaltigkeitskathedrale                                                       | Oblast Tschernihiw, Baturyn                    | Zweite Hälfte des 17. Jh.       | Fünfkuppelige Kirche, errichtet auf Kosten von Hetman Iwan Samojlowytsch, später mit Mitteln von Iwan Masepa erweitert. Bei der Zerstörung von Baturyn im November 1708 verbrannt. Später als Holzbau an einem anderen Ort wiederaufgebaut, 1787 geschlossen. |
|                | Mariä-Schutz-Kirche                                                             | Oblast Tschernihiw, Dihtjariwka                | Ca. 1708–1710                   | Fünfteilige, fünfbauige Kirche im Stil des Naryschkin-Barocks. Errichtet auf Kosten von Iwan Masepa. Zerstört im Zweiten Weltkrieg, der größte Teil wurde nach dem Krieg zum Ziegelbruch abgetragen. Nur Ruinen sind geblieben. |
|                | Erlösungs-Transfiguration-Kathedrale des Maksaky-Klosters                       | Oblast Tschernihiw, Maksaky                    | 1642–1650er                     | Großes dreischiffiges, einkuppeliges (später dreikuppeliges) Gebäude, mit Elementen des „sarmatistischen Stils“. Gegründet von Adam Kisiel. Zerstört Ende der 1940er Jahre. |
|                | Mariä-Tempelgang-Kirche des Maksaky-Klosters                                    | Oblast Tschernihiw, Maksaky                    | 1690er                          | Einkuppelige Speisesaalkirche. In den 1930er Jahren zerstört. |
|                | Nikolauskathedrale des Pustynno-Rychliwskyj-Klosters                            | Oblast Tschernihiw, Rychly                     | 1754–1760                       | Kreuzförmiger neunteiliger fünfkuppeliger Bau, die zentrale Kuppel war größer als die anderen. Errichtet mit Mitteln Fedir Katschenowskyj und P. Tschyschewskyj. 1930 zerstört. |
|                | Geburtskirche Johannes des Täufers des Pustynno-Rychliwskyj-Klosters            | Oblast Tschernihiw, Rychly                     | 1767                            | Fünfteilige, dreikuppelige Torhauskirche mit Elementen des elisabethinischen Barock. In den 1930er Jahren zerstört. |
|                | Nikolauskirche des Pustynno-Rychliwskyj-Klosters                                | Oblast Tschernihiw, Rychly                     | 1757                            | Kleiner dreiteiliger, einkuppeliger Bau. Errichtet mit Mitteln von F. I. Katschenowskyj und P. L. Tschyschewskyj. In den 1930er Jahren zerstört. |
|                | Dreifaltigkeitskirche                                                           | Oblast Tschernihiw, Sosnyzja                   | 1702                            | Dreiteiliger, dreikuppeliger Bau mit Elementen des Naryschkin-Stils. Errichtet mit Mitteln des Kaufmanns H. Korenko. In den 1950er Jahren zerstört. |
|                | Auferstehungskirche                                                             | Oblast Tschernihiw, Sosnyzja                   | 1756                            | Fünfteiliger, dreikuppeliger Bau, Fassadendekor im Stil des provinziellen Barock. Wurde mehrfach umgebaut. In den 1930er Jahren zerstört. |
|                | Mariä-Schutzkirche des Ladaner Klosters                                         | Oblast Tschernihiw, Ladan                      | 1763 (Weihe)                    | Kleiner dreiteiliger, dreikuppeliger Bau. Separat stehender Glockenturm aus dem 19. Jahrhundert. In sowjetischer Zeit entstellt und zu einem Fabrikgebäude umgebaut. Der Glockenturm wurde zerstört. Eine Wiederherstellung in ursprünglicher Form ist geplant. |
|                | Johannes-der-Theologe-Kirche                                                    | Oblast Tschernihiw, Nischyn                    | 1752 (Weihe)                    | Zentralbau mit zwei Geschossen. In der Raumkomposition ein Beispiel für eine Tetrakonchos-Kirche. |

## In Russland
| Bild           | Name                                                          | Lage                            | Bauzeit            | Anmerkungen |
| -------------- | ------------------------------------------------------------- | ------------------------------- | ------------------ | --- |
| weitere Bilder | Auferstehungs-Kathedrale (Militärkathedrale)                  | Oblast Rostow, Starotscherkassk | 1706–1719          | Große neunteilige, neunkuppelige Kirche. Zweigeschossige Vorhalle und massiver Zeltdach-Glockenturm 1725–1730 ergänzt. Ausstattung verschiedener Zeiten, prunkvoller Ikonostas von 1749.                             |
|                | Mariä-Entschlafens-Kathedrale                                 | Oblast Wolgograd, Dubowka       | 1796 (Weihe)       | Große neunteilige, neunkuppelige Kirche mit klassizistischem Glockenturm. In der Sowjetzeit zerstört. |
|                | Mariä-Verkündigungs-Kathedrale des Mitrofanivskyj-Klosters    | Woronesch                       | 1718–1733          | Große fünfteilige, fünfkuppeliger Bau, im 19. Jahrhundert stark umgestaltet. Im Zweiten Weltkrieg schwer beschädigt, in den 1950er Jahren abgetragen.                                                                |
|                | Mariä-Zeichen-Kirche                                          | Kurovo, Oblast Moskau           | 1681–1687          | Dreikuppelige, dreiteilige Kirche, errichtet von Bojar A. Schejin. Glockenturm aus dem 18. Jahrhundert. 1936 zerstört, Ikonostas des frühen 18. Jahrhunderts ging ebenfalls verloren.                                |
|                | Kasaner Kirche in Wuskoje                                     | Moskau                          | 1697–1698          | Kreuzförmige, fünfkuppeliger Bau mit Dekor im Stil des Naryschkin-Barock. Erbaut von Bojar T. Streschnjow. In sowjetischer Zeit Ikonostas des späten 17. Jahrhunderts zerstört.                                      |
|                | Geburt-Christi-Kathedrale („Kosakenkathedrale“)               | Oblast Brjansk, Starodub        | 1677–1678, 1744    | Dreiteilige, dreikuppelige Kirche. Innere Ausstattung verloren. |
|                | Verklärungskirche                                             | Oblast Brjansk, Starodub        | Ende 17. Jh.       | Dreiteiliger Bau mit sieben Kuppeln im russisch-ukrainischen Stil. In sowjetischer Zeit zerstört. |
|                | Johannes-der-Täufer-Kirche in Hudaŭka                         | Starodub, Oblast Brjansk        | 1705               | Dreiteilige, dreikuppelige Kirche im russisch-ukrainischen Stil. In den 1950er Jahren zerstört. |
|                | Theophaniekirche                                              | Starodub, Oblast Brjansk        | 1770–1789          | Kubischer, einkuppeliger Bau mit Apsis und Anbauten aus dem 19. Jahrhundert. |
|                | Mariä-Geburts-Kirche                                          | Oblast Brjansk, Ponuriwka       | 1778               | Errichtet mit Mitteln von Jewdokija Miklaschewska. Neunteilige, einkuppelige Kirche mit klassizistischen Elementen.                                                                                                  |
|                | Johannes-der-Täufer-Kirche des Mariä-Entschlafens-Klosters    | Oblast Brjansk, Sabrama         | 1750er             | Einkuppelige Refektoriumskirche mit Glockenturm aus dem 19. Jahrhundert. In den 1940er Jahren zerstört, nur Ruinen des Glockenturms erhalten.                                                                        |
|                | Mariä-Entschlafens-Kathedrale des Mariä-Entschlafens-Klosters | Oblast Brjansk, Sabrama         | 1776–1779          | Siebenteiliger, einkuppeliger Bau mit facettierten Seitenkapellen. Im 19. Jh. umgebaut. Starke Zerstörungen: eingestürzte Gewölbe und Kuppel, Außendekor weitgehend verloren. Nicht restauriert.                     |
|                | Nikolaus-Kathedrale des Nikolaus-Klosters                     | Oblast Brjansk, Katashyn        | 1699 (Weihe)       | Hallenkirche mit vier Säulen, fünf Kuppeln, drei Apsiden. Errichtet mit Mitteln des Staroduber Obersts M. A. Miklaschewskyj nach dem Vorbild der Masepa-Kirchen in Kyjiw. 1960 zerstört, nur Fundamente erhalten.    |
|                | Basilius-der-Große-Kirche                                     | Oblast Wologda, Belozersk       | 2. Viertel 18. Jh. | Säulenloser Bau origineller Architektur. Zweigeschossiger Quader mit zwei Kuppeln. Winterkirche zur benachbarten Verklärungskathedrale. In sowjetischer Zeit abgerissen.                                             |
|                | Mariä-Entschlafens-Kathedrale des Swijaschsker Klosters       | Tatarstan, Swijaschsk           | Mitte 18. Jh.      | Kirche aus der Zeit Iwans des Schrecklichen mit Außendekor im Stil des Kosakenbarock. |
|                | Mariä-Schutz-und-Fürbitte-Kathedrale                          | Oblast Tjumen, Tobolsk          | Mitte 18. Jh.      | Kreuzförmige, einkuppelige Refektoriumskirche. Massiver Glockenturm im Stil des Klassizismus in den 1790er Jahren ergänzt.                                                                                           |
|                | Theophaniekirche                                              | Tobolsk, Oblast Tjumen          | 1744 (Weihe)       | Beispiel für Kombination von Kosakenbarock und Naryschkin-Komposition „Achteck auf Vierkant“. Dreiteiliger, zweigeschossiger, zweikuppeliger Bau mit Zeltdach-Glockenturm. Vermutlich in den 1930er Jahren zerstört. |
|                | Dreifaltigkeitskathedrale des Dreifaltigkeitsklosters         | Oblast Tjumen, Tjumen           | 1708–1715          | Dreiteilige, vierpfeilerige, fünfkuppeliger Bau mit späteren Anbauten. |
|                | Peter-und-Paul-Kirche des Dreifaltigkeitsklosters             | Tjumen, Oblast Tjumen           | 1726–1755          | Kreuzförmige, fünfkuppeliger Bau mit Anbauten, darunter Zeltdach-Glockenturm. |
|                | Kirche der 40 Märtyrer von Sebaste                            | Tjumen, Oblast Tjumen           | 1710er             | Kleiner, zweikuppeliger Refektoriumsbau. In den 1940er Jahren vollständig zerstört. |